# Haddaway
Alexander Nestor Haddaway (Port of Spain, 9 gennaio 1965) è un cantante trinidadiano naturalizzato tedesco.
Si impose all'attenzione del grande pubblico europeo grazie al successo del singolo What Is Love, pubblicato a maggio 1993.

## Biografia

### Gli anni del successo
Figlio di un oceanografo olandese e una infermiera locale, cresciuto tra Europa e Stati Uniti d'America, nel 1989 si trasferì a Colonia.
Il suo primo singolo, What Is Love, uscito nel maggio 1993, ebbe un grande successo commerciale in Europa e nel Nord America nel 1993; pezzo ballatissimo nelle discoteche di mezzo mondo, è stato incluso in innumerevoli raccolte di musica dance e ne sono stati eseguiti un numero elevatissimo di remix e versioni alternative.
La canzone è stata inserita nel primo album dell'artista, intitolato Haddaway - The Album, promosso da altri pezzi da discoteca pubblicati come singolo: l'omonimo Life, Mama's House, I Miss You e Rock My Heart. Anche l'album, che conteneva pezzi nello stesso stile eurodance dei singoli estratti, genere musicale particolarmente in voga in quegli anni, ha raggiunto ottime posizioni nelle classifiche di diversi paesi.
In seguito al successo del primo disco, il cantante ha pubblicato nuovo materiale nel 1995. In quest'anno è infatti uscito il singolo Fly Away che, seppur ancora dalle sonorità eurodance, non è riuscito a eguagliare i risultati dei precedenti brani, raggiungendo comunque buone posizioni nelle classifiche di vendita europee. Al singolo è seguito il suo secondo disco, intitolato The Drive, anch'esso di buon successo pur non avendo eguagliato i risultati del precedente. Dal disco sono stati estratti altri singoli, Catch a Fire e Lover Be Thy Name, che hanno ottenuto un tiepido successo. Anche questo secondo disco è uscito per l'etichetta discografica Coconut.
Sempre per la stessa etichetta è uscito, nel 1998, il terzo album Let's Do It Now, dove ha cambiato musicalità, dalla piena eurodance per la quale era stato conosciuto in favore di un genere dance più commerciale. L'album non ha ottenuto lo stesso successo dei precedenti.

### Gli anni recenti
Negli anni seguenti il cantante ha fatto uscire numerose raccolte e anche alcuni album di inediti, passati tuttavia inosservati al grande pubblico.
Haddaway è apparso al Comeback reality television show in Germania nel 2004, poi in uno show inglese simile, Hit Me Baby One More Time, nel 2005, e successivamente nella versione americana dello stesso. Nel 2008 torna a cantare nel singolo I Love the 90's, prodotto insieme a Dr. Alban, altro personaggio storico della Eurodance. Ha fatto un'apparizione anche in Italia, durante la puntata di Matricole & Meteore, trasmessa da Italia 1 l'11 febbraio 2010. Nello stesso anno pubblica You Gave Me Love.
Nel 2011 esce Thing Called Love, in collaborazione con il dj austriaco Wolfram.
Il 14 ottobre 2011 canta What is love nel programma televisivo I migliori anni, su Rai 1. Il 22 ottobre 2023 canta What is love a Caduta Libera - I Migliori condotto da Gerry Scotti su Canale 5.

### Vita privata
Haddaway attualmente vive a Kitzbühel in Austria e ha anche una casa a Colonia. 

## Curiosità
- La canzone What Is Love è presente nel videogioco Saints Row IV nella missione Real World.
- La medesima canzone è anche la colonna sonora del film Piccolo grande amore con Raoul Bova e Barbara Snellenburg

## Discografia

### Album in studio
- 1993 - The Album
- 1995 - The Drive
- 1998 - Let's Do It Now
- 1999 - All the Best His Greatest Hits
- 2001 - My Face
- 2002 - The Greatest Hits
- 2002 - Love Makes
- 2004 - What Is Love - The Greatest Hits
- 2005 - Pop Splits

### Singoli
- 1993 - What Is Love
- 1993 - Life
- 1993 - I Miss You
- 1994 - Rock My Heart
- 1995 - Fly Away
- 1995 - Catch a Fire
- 1995 - Lover Be Thy Name
- 1997 - What About Me
- 1998 - Who Do You Love
- 1998 - You're Taking My Heart
- 2001 - Deep
- 2002 - Love Makes
- 2003 - What Is Love (Reloaded)
- 2005 - Spaceman
- 2005 - Missionary Man
- 2007 - Follow Me
- 2008 - I Love the 90's (Feat. Dr. Alban)
- 2009 - What is Love 2k9 (Feat. Klaas)
- 2010 - You Gave Me Love
- 2011 - Thing Called Love (Feat. Wolfram)